# جون فيشر (سياسي أسترالي)
جون فيشر (بالإنجليزية: John Fischer)‏ هو سياسي أسترالي، ولد في 3 يونيو 1947 في فريمانتل في أستراليا. حزبياً، نشط في مستقل.